# How to Be Single
How to Be Single ist eine romantische Filmkomödie des Regisseurs Christian Ditter aus dem Jahr 2016. Das Drehbuch verfassten Abby Kohn, Marc Silverstein und Dana Fox auf Basis der gleichnamigen Buchvorlage von Liz Tucillo. Der Film mit Dakota Johnson, Rebel Wilson, Alison Brie, Leslie Mann, Damon Wayans Jr., Anders Holm, Jake Lacy und Jason Mantzoukas in den Hauptrollen handelt von den Wirrungen des großstädtischen Single-Lebens. Der Film wurde in den deutschsprachigen Ländern am 6./7. April 2016, in den USA am 12. Februar 2016 im Verleih von Warner Brothers Pictures veröffentlicht.

## Handlung
Alice verlässt vorübergehend ihren Freund Josh für eine Beziehungspause und zieht nach New York City, um dort als Anwaltsassistentin zu arbeiten. Sie zieht bei ihrer Schwester Meg ein, die als Gynäkologin arbeitet und sich standhaft weigert, Kinder oder jegliche Form einer Beziehung zu haben. Alice freundet sich mit Mitarbeiterin Robin an, die Feiern und One-Night-Stands nicht abgeneigt ist sowie dem Barkeeper Tom, der sein Single-Leben auslebt und mit diversen Frauen anbandelt – darunter Alice. Er trifft in seiner Bar auf Lucy, die gerade das kostenlose WLAN der Bar nutzt und ihm erklärt, dass sie gerade den „Richtigen“ über diverse Datingseiten suche.
Alice sagt Josh, dass ihre Beziehungspause vorüber sei, worauf Josh sie schroff abweist. Währenddessen ändert Meg ihre Meinung über eigenen Nachwuchs und beschließt, ein Kind mithilfe eines Spermaspenders zu zeugen. Sie beginnt einen Flirt mit einem jüngeren Mann, Ken, kurz nachdem sie über die erfolgreiche künstliche Befruchtung Bescheid weiß. Diesen Umstand verheimlicht sie Ken jedoch.
Lucy hat unterdessen eine Pechsträhne bei Verabredungen, was Tom nicht unentdeckt bleibt und er merkt, dass er Gefühle für Lucy hat. Als ihre Schwester deren eigene Beziehung anfachen möchte, schmachtet Alice weiterhin Josh an. In einem Versuch, sich in den Datingmarkt zu werfen, besucht sie einen Treffen der Wesley-Alumni, wo sie auf David trifft, mit dem es sofort funkt. Lucy begleitet Paul später zum Bahnhof Grand Central Station. Sie waren seit drei Wochen ein Paar und Paul eröffnet ihr, dass er währenddessen nicht nur sie getroffen habe, da er annahm, sie wären noch nicht fest zusammen und trennt sich von ihr. Lucy, extrem aufgewühlt, bricht bei ihrer Freiwilligenarbeit in einer Buchhandlung zusammen, als sie gerade Kindern vorlas. George, der in der Buchhandlung arbeitet, tröstet sie und kurz darauf gehen sie eine Beziehung ein.

## Hintergrund
Die Filmrechte für das erste Buch von Liz Tuccillo wurden bereits 2008 gekauft, demselben Jahr wie die (US-)Veröffentlichung des Buches. Drew Barrymore sollte ursprünglich Regie führen, wurde 2013 jedoch von Christian Ditter ersetzt.
Lily Collins war im Februar 2014 im Gespräch für eine der Hauptrollen. Alison Brie wurde im Juni 2014 als Darstellerin gehandelt. Dakota Johnson, Rebel Wilson und Leslie Mann wurden alle im Januar 2015 für ihre Rollen bestätigt. Damon Wayans, Jr. wurde schließlich im März, Jason Mantzoukas und Nicholas Braun im April 2015 für ihre Rollen bestätigt. Colin Jost, Mitglied des Saturday Night Live-Ensembles wurde ebenfalls in einer Nebenrolle besetzt.

## Produktion
Die Dreharbeiten begannen am 20. April 2015 in New York City, und endeten am 15. August 2015.

## Rezeption
Der Film spielte in den USA und Kanada 46,8 und weltweit 112,1 Millionen US-Dollar ein, bei einem Filmbudget von 38 Millionen US-Dollar.

### Kritiken
Bei Rotten Tomatoes erzielte der Film eine Zustimmungsrate von 47 %, basierend auf 137 Bewertungen, mit einer durchschnittlichen Bewertung von 5.3/10. Der übereinstimmende Tenor der Seite lautet, „How to Be Single prahlt mit einer feministischen Romantik-Komödie, die nur zu oft in die typischen Genrekonventionen abdriftet“. Bei Metacritic erzielte der Film eine Bewertung von 51 von 100 Punkten, basierend auf 32 Kritiken 51, was eine „gemischte bis durchschnittliche Kritik“ darstellt. Umfragen bei Kinozuschauern, durchgeführt von CinemaScore, ergaben eine durchschnittliche Note von „B“ auf einer A+ (1.5-1) zu F-Skala (4.4; vgl. US-Notensystem).
Richard Roeper von der Chicago Sun-Times gab dem Film dreieinhalb von vier möglichen Punkten und lobte die Nebendarsteller und die Dialoge, die „über üblichem Niveau“ seien.
Richard Staben von Filmstarts.de gab 3 von 5 Sternen, und betitelte den Film als „weiteres Hollywood-Märchen fernab jeder Lebenswirklichkeit“. Der Film folge „den bekannten Mustern des Romantikkinos, geben ihnen aber immerhin einen durchaus zeitgemäßen und frechen Anstrich“. Mit Rebel Wilsons Darstellung, die „wie ein Tornado durch das Geschehen fegen darf“, „peppiger Partymusik“ sowie „ironischen Zuspitzungen der diversen Regeln, die jedes Date oder auch Nicht-Date […] zu einem einzigen Spießrutenlauf zu machen drohen“ sorge der Film für Unterhaltung.
Der Filmdienst meint, der Film sei eine „flott inszenierte Beziehungskomödie als Mischung aus „Sex and the City“ und weiblicher „Hangover“-Version, die sich dank der überzeugenden Darstellerinnen zu einer Party mit guter Laune, bunten Bildern, lauten Beats und schnell aufeinanderfolgenden Gags und Slapstick-Einlagen entfaltet“. Jedoch seien im Laufe des Filmes zu viele Erzählstränge und der Film hätte ein „aufgesetztes melancholisches Finale“.

### Auszeichnungen
Der Film wurde bei den People’s Choice Awards als beste Komödie nominiert, unterlag jedoch Bad Moms.